# Aleksiej Kapler

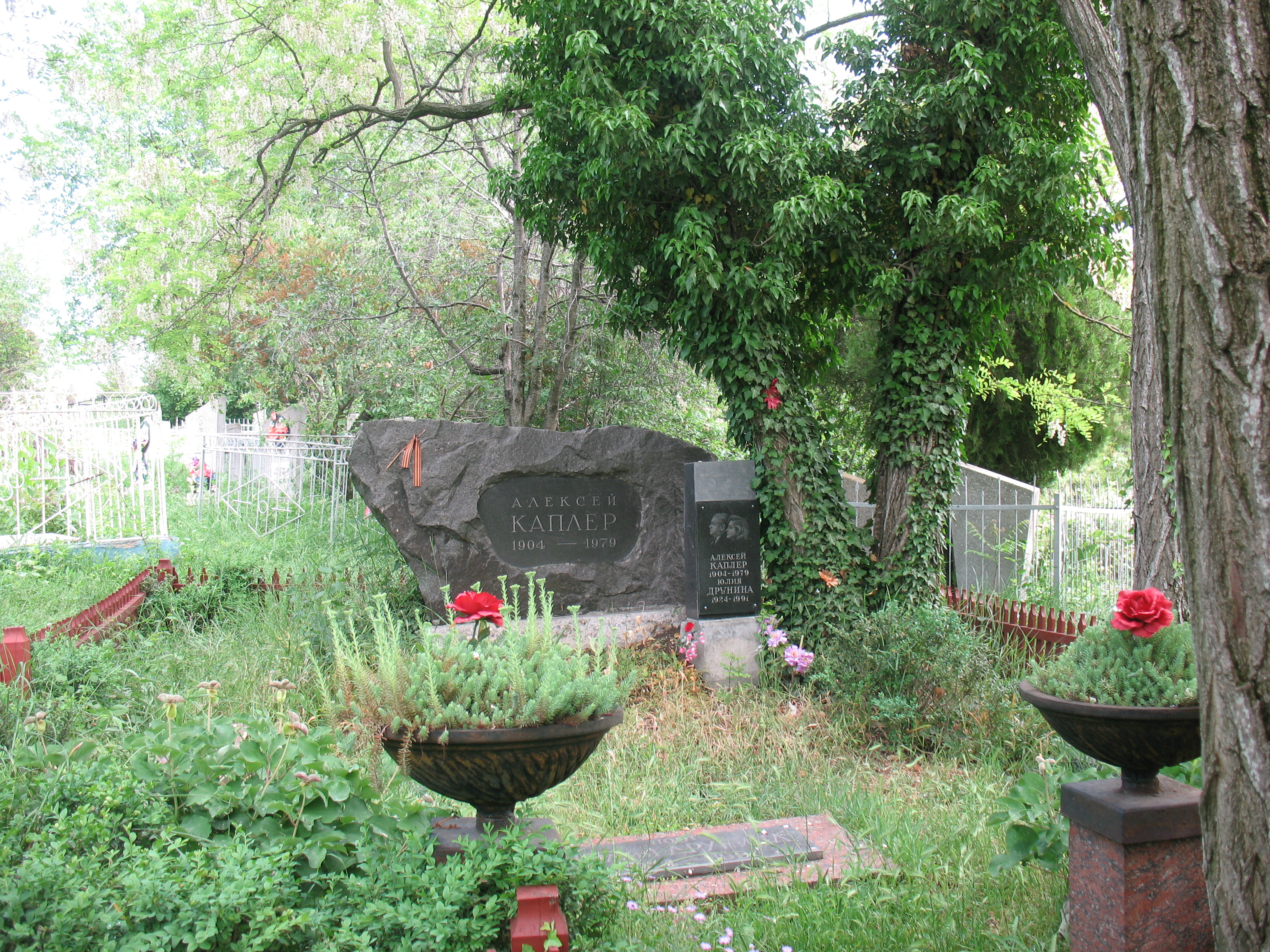
Grób Aleksieja Kaplera i Juliji Druniny

Aleksiej Jakowlewicz Kapler (ros. Алексей Яковлевич Каплер; ur. 2 września?/15 września 1904 w Kijowie, zm. 11 września 1979 w Moskwie) – rosyjski i radziecki scenarzysta filmowy, a także reżyser, aktor i prezenter telewizyjny. Aresztowany w 1943 i represjonowany z powodu romansu z córką Józefa Stalina – Swietłaną Alliłujewą (jako oficjalny powód aresztowania podano rzekomą współpracę z angielskim wywiadem); zwolniony i zrehabilitowany w 1954.

## Filmografia

### Scenariusz
- 1935: Trzej towarzysze, wspólnie z Tatjaną Złatogorową(inne języki)
- 1937: Lenin w Październiku
- 1939: Lenin w 1918 roku, wspólnie z Tatjaną Złatogorową
- 1955: Tajemnice domu towarowego
- 1961: Tygrysy na pokładzie
- 1962: Diabeł morski, wspólnie z Akibą Golburtem(inne języki) i Aleksandrem Ksienofontowem
- 1976: Błękitny ptak

### Role aktorskie
- 1926: Czarcie koło (epizod)
- 1926: Płaszcz jako „Nieznacząca Osoba”

## Nagrody i odznaczenia
- 1969: Zasłużony Działacz Sztuk RFSRR
- 1964: Order „Znak Honoru”
- 1941: Nagroda Stalinowska za scenariusz do filmu Lenin w Październiku i Lenin w 1918 roku
- 1938: Order Lenina